# 吴玮 (医学家)
吴玮，中国医学家，尤其擅长耳部手术，被称为“军中造耳天使”，参编多本著作，取得多项专利，曾获得军队科技进步二等奖，享受国务院政府特殊津贴。

## 生平
原总装备部耳鼻咽喉中心教授，担任解放军军医进修学院、北京大学医学部、航天医学工程研究所、第四军医大学、安徽医科大学研究生导师。